# Liste der Musikhochschulen und Konservatorien in Italien
Dies ist eine Liste der Musikhochschulen und Konservatorien in Italien:

## A
- Adria – Konservatorium „Antonio Buzzolla“
- Alessandria – Konservatorium „Antonio Vivaldi“
- Avellino – Konservatorium „Domenico Cimarosa“

## B
- Bari – Konservatorium „Niccolò Piccinni“
- Benevento – Konservatorium „Nicola Sala“
- Bologna – Konservatorium „Giovanni Battista Martini“
- Bozen – Konservatorium „Claudio Monteverdi“
- Brescia – Konservatorium „Luca Marenzio“

## C
- Cagliari – Konservatorium „Giovanni Pierluigi da Palestrina“
- Campobasso – Konservatorium „Lorenzo Perosi“
- Castelfranco Veneto – Konservatorium „Agostino Steffani“
- Cesena – Konservatorium „Bruno Maderna“
- Como – Konservatorium „Giuseppe Verdi“
- Cosenza – Konservatorium „Stanislao Giacomantonio“
- Cuneo – Konservatorium „G. F. Ghedini“

## F
- Fermo – Konservatorium „G. B. Pergolesi“
- Ferrara – Konservatorium „Girolamo Frescobaldi“
- Florenz – Konservatorium „Luigi Cherubini“
- Foggia – Konservatorium „Umberto Giordano“
- Frosinone – Konservatorium „Licinio Refice“

## G
- Genua – Konservatorium „Niccolò Paganini“

## L
- L’Aquila – Konservatorium „Alfredo Casella“
- La Spezia – Konservatorium „Giacomo Puccini“
- Latina – Konservatorium „Ottorino Respighi“
- Lecce – Konservatorium „Tito Schipa“
- Lucca – Conservatorio Luigi Boccherini

## M
- Mailand – Konservatorium „Giuseppe Verdi“
- Mailand – Konservatorium „Pontificio Istituto Ambrosiano di Musica Sacra“
- Mantua – Konservatorium „Lucio Campiani“
- Matera – Konservatorium „Egidio Romualdo Duni“
- Messina – Konservatorium „Arcangelo Corelli“
- Monopoli – Konservatorium „Nino Rota“

## N
- Neapel – Konservatorium „San Pietro a Majella“
- Novara – Konservatorium „Guido Cantelli“

## P
- Padua – Konservatorium „Cesare Pollini“
- Palermo – Konservatorium „Vincenzo Bellini“
- Parma – Konservatorium „Arrigo Boito“
- Perugia – Konservatorium „Francesco Morlacchi“
- Pesaro – Konservatorium „Gioachino Rossini“
- Pescara – Konservatorium „Luisa D’Annunzio“
- Piacenza – Konservatorium „Giuseppe Nicolini“
- Potenza – Konservatorium „Gesualdo da Venosa“

## R
- Reggio Calabria – Konservatorium „Francesco Cilea“
- Rom – Konservatorium „Santa Cecilia“
- Rovigo – Konservatorium „Francesco Venezze“

## S
- Salerno – Konservatorium „Giuseppe Martucci“
- Sassari – Konservatorium „Luigi Canepa“
- Siena – Accademia Musicale Chigiana

## T
- Trapani – Konservatorium „Antonio Scontrino“
- Trient – Konservatorium „Francesco Antonio Bonporti“
- Triest – Konservatorium „Giuseppe Tartini“
- Turin – Konservatorium „Giuseppe Verdi“

## U
- Udine – Konservatorium „Jacopo Tomadini“

## V
- Venedig – Konservatorium „Benedetto Marcello“
- Verona – Konservatorium „Evaristo Felice Dell’Abaco“
- Vibo Valentia – Konservatorium „Fausto Torrefranca“
- Vicenza – Konservatorium „Arrigo Pedrollo“